# C/1683 O1
C/1683 O1 – kometa jednopojawieniowa.

## Odkrycie i obserwacje komety
Kometę zaobserwował po raz pierwszy 20 lipca 1683 roku John Flamsteed. Kometa określana jest także jako Kometa Wiktorii Wiedeńskiej, gdyż pojawiła się w czasie, gdy król Jan Sobieski wyruszał na wojnę z Turcją.

## Orbita komety
C/1683 O1 porusza się po orbicie w kształcie zbliżonym do paraboli o mimośrodzie 1. Peryhelium, które minęła 13 lipca 1683 roku znajdowało się w odległości 0,56 j.a. od Słońca. Nachylenie jej orbity do ekliptyki wynosi 96,7˚.